# (13150) Paolotesi
(13150) Paolotesi ist ein Asteroid des Hauptgürtels, der am 23. März 1995 von den italienischen Astronomen Luciano Tesi und Andrea Boattini am Osservatorio Astronomico della Montagna Pistoiese (IAU-Code 104) auf der Hochebene Pian dei Termini nordöstlich von San Marcello Pistoiese in der italienischen Region Toskana entdeckt wurde.
Der Asteroid wurde am 9. Januar 2001 nach Paolo (* 1959), dem ältesten Sohn von L. Tesi benannt.
Der Himmelskörper ist Mitglied der Klumpkea-Familie, einer Gruppe von Asteroiden, die nach (1040) Klumpkea benannt ist.